# Fuscopannaria ramulina
Fuscopannaria ramulina är en lavart som beskrevs av P. M. Jørg. & Tønsberg. Fuscopannaria ramulina ingår i släktet Fuscopannaria och familjen Pannariaceae.   Inga underarter finns listade i Catalogue of Life.